# رادن
رادن (بالألمانية: Rahden) هي بلدة ألمانية تقع في ألمانيا في Minden-Lübbecke. يقدر عدد سكانها بـ 15,847 نسمة .

## المدن التوأمة
مدينة Galgahévíz هي مدينة توأمة لـرادن.

## أعلام
- كورت بوك
- ستيفان ويسليس